# Molophilus (Molophilus) suffalcatus
Molophilus (Molophilus) suffalcatus is een tweevleugelige uit de familie steltmuggen (Limoniidae). De soort komt voor in het Nearctisch gebied.